# Pindères
Pindères é uma comuna francesa na região administrativa da Nova Aquitânia, no departamento Lot-et-Garonne. Estende-se por uma área de 37,8 km². Em 2010 a comuna tinha 213 habitantes (densidade: 5,6 hab./km²).